# Nils Widding
Nils Olof Widding, född 7 mars 1923 i Umeå, död 11 december 1990 i Limhamn, var en svensk advokat.

## Biografi
Nils Widding avlade juris kandidatexamen vid Stockholms högskola 1946 och genomförde 1946–1948 tingstjänstgöring i Rönnebergs, Onsjö och Harjagers domsaga. Han arbetade sedan på Ove Wickmans advokatbyrå och blev advokat 1952. År 1955 startade han tillsammans med advokat Gunnar Thomée firman Advokaterna Widding och Thomée AB i Malmö. De drev denna firma i nära 36 år. Widding hade flera styrelseuppdrag, bland annat i AB Nils P. Lundh i Malmö, Malmrosrederiet, Skånska Banken och fastighetsbolaget Klövern.
Widding arbetade med konkurser och företagsförvärv men också med brottmål. Han uppmärksammades bland annat för sin medverkan i rättegången för det så kallade Gurli-mordet på en prostituerad kvinna i Malmö i oktober 1964. Den mördade hade kontakt med många personer och misstankar riktades under utredningens gång mot flera olika personer baserat på indicier. Så småningom häktades i december 1964 en 25-årig Malmöbo som försvarades av Nils Widding, och som frikändes i mars 1965.

### Familj
Nils Widding var bror till journalisten och författaren Lars Widding. Han gifte sig 1949 med tandläkaren Bitte Berlin (1926–2018). De fick fyra barn, däribland Peter Widding (1953–2024), som en tid var gift med ingenjören och sedermera politikern Elsa Widding. Makarna Nils och Bitte Widding är begravda på Limhamns kyrkogård i Malmö.